# Veslanje na OI 2000.
Veslanje na Olimpijskim igrama u Sydneyu 2000. godine je bilo organizirano u ukupno 14 disciplina u muškoj i ženskoj konkurenciji, u kojima se natjecalo 550 veslača i veslačica.
Natjecanje je zapamćeno po tome što je Britanac Steve Redgrave osvojio svoju petu uzastopnu zlatnu medalju, čime je postao jedan od velikana u povijesti modernih Olimpijskih igara. I za Hrvatsku su ove igre povijesne: na njima je osvojena prva veslačka medalja za samostalnu Hrvatsku, i to u 'kraljevskoj' disciplini - osmercu.

## Osvajači medalja - muški

### Samac
| Medalja | Momčad                    | Vrijeme |
| ------- | ------------------------- | ------- |
| Zlato   | Rob Waddell (Novi Zeland) | 6:48.90 |
| Srebro  | Xeno Müller (Švicarska)   | 6:50.55 |
| Bronca  | Marcel Hacker (Njemačka)  | 6:50.83 |

### Dvojac na pariće
| Medalja | Momčad                                       | Vrijeme |
| ------- | -------------------------------------------- | ------- |
| Zlato   | Luka Špik, Iztok Čop (Slovenija)             | 6:16.63 |
| Srebro  | Olaf Tufte, Fredrik Bekken (Norveška)        | 6:17.98 |
| Bronca  | Giovanni Calabrese, Nicola Sartori (Italija) | 6:20.49 |

### Dvojac na pariće laki veslači
| Medalja | Momčad                                      | Vrijeme |
| ------- | ------------------------------------------- | ------- |
| Zlato   | Tomasz Kucharski, Robert Sycz (Poljska)     | 6:21.75 |
| Srebro  | Elia Luini, Leonardo Pettinari (Italija)    | 6:23.47 |
| Bronca  | Pascal Touron, Thibaud Chapelle (Francuska) | 6:24.85 |

### Četverac skul
| Medalja | Momčad                                                                            | Vrijeme |
| ------- | --------------------------------------------------------------------------------- | ------- |
| Zlato   | Agostino Abbagnale, Alessio Sartori, Rossano Galtarossa, Simone Raineri (Italija) | 5:45.56 |
| Srebro  | Jochem Verberne, Dirk Lippits, Diederik Simon, Michiel Bartman (Nizozemska)       | 5:47.91 |
| Bronca  | Marco Geisler, Andreas Hajek, Stephan Volkert, Andre Willms (Njemačka)            | 5:48.64 |

### Dvojac bez kormilara
| Medalja | Momčad                                               | Vrijeme |
| ------- | ---------------------------------------------------- | ------- |
| Zlato   | Michel Andrieux, Jean-Christophe Rolland (Francuska) | 6:32.97 |
| Srebro  | Ted Murphy, Sebastian Bea (SAD)                      | 6:33.80 |
| Bronca  | Matthew Long, James Tomkins (Australija)             | 6:34.26 |

### Četverac bez kormilara
| Medalja | Momčad                                                                          | Vrijeme |
| ------- | ------------------------------------------------------------------------------- | ------- |
| Zlato   | James Cracknell, Steve Redgrave, Tim Foster, Matthew Pinsent (Velika Britanija) | 5:56.24 |
| Srebro  | Walter Molea, Riccardo Dei Rossi, Lorenzo Carboncini, Carlo Mornati (Italija)   | 5:56.62 |
| Bronca  | James Stewart, Ben Dodwell, Geoffrey Stewart, Bo Hanson (Australija)            | 5:57.61 |

### Četverac bez kormilara laki veslači
| Medalja | Momčad                                                                           | Vrijeme |
| ------- | -------------------------------------------------------------------------------- | ------- |
| Zlato   | Laurent Porchier, Jean-Christophe Bette, Yves Hocde, Xavier Dorfmann (Francuska) | 6:01.68 |
| Srebro  | Simon Burgess, Anthony Edwards, Darren Balmforth, Robert Richards (Australija)   | 6:02.09 |
| Bronca  | Søren Madsen, Thomas Ebert, Eskild Ebbesen, Victor Feddersen (Danska)            | 6:03.51 |

### Osmerac
| Medalja | Momčad | Vrijeme |
| ------- | --- | ------- |
| Zlato   | Andrew Lindsay, Ben Hunt-Davis, Simon Dennis, Louis Attrill, Luka Grubor, Kieran West, Fred Scarlett, Steve Trapmore, Rowley Douglas (GBR)                         | 5:33.08 |
| Srebro  | Christian Ryan, Alastair Gordon, Nick Porzig, Robert Jahrling, Mike McKay, Stuart Welch, Daniel Burke, Jaime Fernandez, Brett Hayman (Australija)                  | 5:33.88 |
| Bronca  | Igor Francetić, Tihomir Franković, Tomislav Smoljanović, Nikša Skelin, Siniša Skelin, Kresimir Čuljak, Igor Boraska, Branimir Vujević, Silvijo Petriško (Hrvatska) | 5:34.85 |

## Osvajači medalja - žene

### Samac
| Medalja | Momčad                                  | Vrijeme |
| ------- | --------------------------------------- | ------- |
| Zlato   | Ekaterina Karsten (Bjelorusija)         | 7:28.14 |
| Srebro  | Rumyana Neykova (Bugarska)              | 7:28.15 |
| Bronca  | Katrin Rutschow-Stomporowski (Njemačka) | 7:28.99 |

### Dvojac na pariće
| Medalja | Momčad                                          | Vrijeme |
| ------- | ----------------------------------------------- | ------- |
| Zlato   | Jana Thieme, Kathrin Boron (Njemačka)           | 6:55.44 |
| Srebro  | Pieta van Dishoeck, Eeke van Nes (Nizozemska)   | 7:00.36 |
| Bronca  | Birute Sakickiene, Kristina Poplavskaja (Litva) | 7:01.71 |

### Dvojac na pariće lake veslačice
| Medalja | Momčad                                       | Vrijeme |
| ------- | -------------------------------------------- | ------- |
| Zlato   | Constanţa Burcica, Angela Alupei (Rumunjska) | 7:02.64 |
| Srebro  | Valerie Viehoff, Claudia Blasberg (Njemačka) | 7:02.95 |
| Bronca  | Christine Collins, Sarah Garner (SAD)        | 7:06.37 |

### Četverac skul
| Medalja | Momčad                                                                                  | Vrijeme |
| ------- | --------------------------------------------------------------------------------------- | ------- |
| Zlato   | Manja Kowalski, Meike Evers, Manuela Lutze, Kerstin Kowalski (Njemačka)                 | 6:19.58 |
| Srebro  | Guin Batten, Gillian Anne Lindsay, Katherine Grainger, Miriam Batten (Velika Britanija) | 6:21.64 |
| Bronze  | Oksana Dorodnova, Irina Fedotova, Ioulia Levina, Larisa Merk (RUS)                      | 6:21.65 |

### Dvojac bez kormilarke
| Medalja | Momčad                                    | Vrijeme |
| ------- | ----------------------------------------- | ------- |
| Zlato   | Georgeta Damian, Doina Ignat (Rumunjska)  | 7:11.00 |
| Srebro  | Rachael Taylor, Kate Slatter (Australija) | 7:12.56 |
| Bronca  | Melissa Ryan, Karen Kraft (SAD)           | 7:13.00 |

### Osmerac
| Medalja | Momčad | Vrijeme |
| ------- | --- | ------- |
| Zlato   | Georgeta Damian, Viorica Susanu, Ioana Olteanu, Veronica Cochela, Maria Magdalena Dumitrache, Elisabeta Lipa, Liliana Gafencu, Doina Ignat, Elena Georgescu (Rumunjska) | 6:06.44 |
| Srebro  | Anneke Venema, Carin Beekter, Nelleke Penninx, Pieta van Dishoeck, Eeke van Nes, Tessa Appeldoorn, Marieke Westerhof, Elien Meijer, Martijntje Quik (Nizozemska)        | 6:09.39 |
| Bronca  | Heather McDermid, Heather Davis, Dorota Urbaniak, Theresa Luke, Emma Robinson, Alison Korn, Laryssa Biesenthal, Buffy Alexander, Lesley Thompson (Kanada)               | 6:11.58 |